# Antonio de Vasco
Antonio de Vasco (Roma, metà del XV secolo – Roma, XVI secolo) è stato uno scrittore italiano.

## Biografia
Di origine straniera, Antonio de Vasco discendeva dalla famiglia "Vascho" o "Guasco", quasi certamente francese. Il nome, infatti, è attestato nell'Italia settentrionale ad Alessandria tra le famiglie patrizie.

## Diario
Di Antonio de Vasco abbiamo un Diario, ossia una cronaca degli eventi di Roma a carattere municipale. Essa ci è pervenuta in un manoscritto vaticano del secolo XVII e copre gli anni dal 1480 al 1492, quindi concentrandosi sugli eventi più minuti della città sotto gli anni cruciali dei papi Sisto IV e Sisto V.